# Prințul Bertil, Duce de Halland
Prințul Bertil al Suediei (Bertil Gustaf Oskar Carl Eugén; 28 februarie 1912 – 5 ianuarie 1997), Duce de Halland, a fost al treilea fiu al regelui Gustaf al VI-lea Adolf al Suediei și a primei lui soții Prințesa Margaret de Connaught. Mama lui era nepoată a reginei Victoria și fiica Prințului Arthur, Duce de Connaught.